# 普光
释普光，又号大乘光，唐朝比丘，漢傳佛教俱舍宗、唯识宗高僧，爲玄奘之上首弟子，被認為得其正傳。

## 生平及學說
普光之籍貫及生卒年月均不詳，其為人勤勉、聞少證多，為玄奘默許。普光也長期協助玄奘進行翻譯、擔任筆受工作，為筆受最多玄奘所譯經論者，其筆受經論包含《解深密經》、《大乘五蘊論 （页面存档备份，存于）》等，參與翻譯經典則有《大般若經》、《呪五首 （页面存档备份，存于）》等。
普光亦為俱舍學之重要傳承者，被認為得玄奘之正傳。永徽五年（654年）玄奘翻译出《俱舍论》後首先秘密教授普光，後普光著作《俱舍論記 （页面存档备份，存于）》、《俱舍論法宗原 （页面存档备份，存于）》等論述，其中《俱舍論記》與玄奘其他門人神泰所著《俱舍論疏》、法寶所著《俱舍論疏》並稱為俱舍三大疏，取代了真諦舊譯《俱舍論》的地位。《中華佛教百科全書》亦指出普光所著者於三者中最穩健、完整，可稱為權威著作。
普光之弟子以圓暉最為著名，其結合普光及法寶之論述著作《俱舍論頌疏論本 （页面存档备份，存于）》，論點介於兩者之間，為俱舍宗之重要著作。圓暉又傳弟子崇廙、慧暉、道（遁）麟等人，這些弟子皆曾各自註解圓暉著作。

## 著述
普光之著述除下列者外，尚有已佚失的《婆沙論鈔》、《大因明記》。

### 俱舍論記
《中華佛教百科全書》指出此論 （页面存档备份，存于）與玄奘其他門人神泰所著《俱舍論疏》、法寶所著《俱舍論疏》並稱為俱舍三大疏，不過神泰之論述目前殘缺僅餘七卷；法寶之論述則被認為經常引用眾賢《順正理論》直譯《俱舍論》並有較多獨創觀點；普光所著者則偏向說一切有部、援引多種觀點而不批判，雖有時略見繁雜，但也保存了較多不同觀點，較為穩重完整。

### 俱舍論法宗原
《中華佛教百科全書》認為此論 （页面存档备份，存于）扼要說明說一切有部以七十五法為法體，惡作、睡眠、尋、尋伺、貪、嗔、慢、疑等八項為不定法的觀點。此外本論也以百法明門分別諸法色非色、有見無見。

### 百法明門論疏
《中華佛教百科全書》指出此論 （页面存档备份，存于）較窺基之著述更為詳細。

## 資料來源
1. 1 2  慈怡法師主編. . 《佛光大辭典》 (高雄縣大樹鄉: 佛光). 1988. ISBN 9789575433307 （中文（臺灣））.
2. 1 2 3  《宋高僧传卷四‧唐京兆˙大慈恩寺普光傳》：“釋普光，未知何許人也。明敏其性，爰擇其木，请事三藏奘师，勤恪之心，同列靡及。至于智解，可譬循环，闻少证多，奘师默许。末参传译，头角特高，左右三藏之美光有功焉。初奘嫌古翻俱舍义多缺然，躬得梵本，再译真文，乃密授光，多是记忆西印萨婆多师口义，光因着疏解判。一云。其疏至圆晖略之为十卷，如汉之有沲欤。又尝随奘往玉华宫译大般若经，厥功出乎禆赞也，时号大乘光。观夫奘自贞观十九年创译记，麟德元年终于玉华宫，凡二十载，总出大小乘经律论七十五部，一千三百三十五卷，十分七八是光笔受。或谓嘉光，普光也，若验从辩机同参译务，即普光是也。”
3. 1 2 3 4 5 6 7 8 9  中華佛教百科全書編輯委員會編輯；藍吉富主編. . 《中華佛教百科全書》 (臺南縣永康市: 中華佛教百科文獻基金會). 1994. ISBN 9579982104 （中文（臺灣））.
4. 1 2  中華佛教百科全書編輯委員會編輯；藍吉富主編. . 《中華佛教百科全書》 (臺南縣永康市: 中華佛教百科文獻基金會). 1994. ISBN 9579982104 （中文（臺灣））.

## 內部連結
- 毗曇宗：舊譯《俱舍論》所屬之宗派
- 阿毘達磨：俱舍論所屬之經典種類

## 外部連結
- 一行線上佛學辭典中關於普光的資料 （页面存档备份，存于）